# Antoine Djédou
Pour les articles homonymes, voir Antoine.
Antoine Djédou est un homme politique béninois. Membre du parti Union progressiste. Il est le maire de la ville d'Abomey située dans le département du Zou.

## Biographie

### Enfance, Education et Débuts
Né le 17 juillet 1950 à Allada, Antoine Djédou est un inspecteur du trésor à la retraite.

### Carrière
Antoine Djédou est installé dans ses fonctions de maire d'Abomey pour le compte de la quatrième mandature de la décentralisation au Bénin , le 05 juin 2020. Ainsi, il succède à Blaise Ahanhanzo Glèlè à la suite des élections communales du 17 mai 2020 et l'installation du conseil communal du vendredi 29 mai 2020 présidé par Firmin Kouton, préfet du département du Zou. Cette cérémonie d'installation a eu lieu conformément à l'article 192, alinéa 1er du Code électoral. Avant d'être admis à la retraite, Antoine Djédou a occupé les postes de comptable puis directeur administratif et financier au sein de la Haute Autorité de l'audiovisuel et de la communication au Bénin,,,,,,.

### Famille
Il est marié et père de plusieurs enfants.